# بورخا لوبيز
بورخا لوبيز (بالإسبانية: Borja López)‏ (2 فبراير 1994 بخيخون في إسبانيا - ) هو لاعب كرة قدم إسباني في مركز الدفاع. شارك مع منتخب إسبانيا تحت 18 سنة لكرة القدم ومنتخب إسبانيا تحت 19 سنة لكرة القدم ومنتخب إسبانيا تحت 20 سنة لكرة القدم. أما مع النوادي، فقد لعب مع ديبورتيفو لاكورونيا ورايو فايكانو وريال سبورتينغ خيخون وسبورتينغ خيخون ب ونادي أروكا ونادي برشلونة ب ونادي موناكو.

## وصلات خارجية
- بورخا لوبيز على موقع الاتحاد الأوربي (الإنجليزية)
- بورخا لوبيز على موقع قاعدة بيانات كرة القدم.إي يو (الإنجليزية)
- بورخا لوبيز على موقع ليكيب (الفرنسية)
- بورخا لوبيز على موقع Soccerbase.com (لاعب) (الإنجليزية)
- بورخا لوبيز على موقع Soccerway.com (الإنجليزية)
- بورخا لوبيز على موقع عالم كرة القدم.نت (الإنجليزية)
- بورخا لوبيز على موقع AS.com (الإسبانية)